# سو هلن گالاز
سو هلن گالاز (انگلیسی: Su Helen Galaz؛ زادهٔ ۲۷ مهٔ ۱۹۹۱) بازیکن فوتبال اهل شیلی است.

وی همچنین در تیم ملی فوتبال زنان شیلی بازی کرده‌است.